# Greven av Monte Cristo
För andra betydelser, se Greven av Monte Cristo (olika betydelser).
Greven av Monte Cristo (franska: Le Comte de Monte-Cristo) är en roman av den franske författaren Alexandre Dumas d.ä. (tillsammans med Auguste Maquet) från 1844, först publicerad 1845–1846 som romanföljetong i den franska tidningen Journal des débats. Den är en av världens mest lästa äventyrsromaner. Idén tog Dumas från en annan författare, Jacques Peuchet, vilket inte var ovanligt på hans tid då man inte var så noga med upphovsrätten som nu.

## Handling
Romanen utspelar sig i Frankrike i tiden efter den franska revolutionen, åren mellan 1814 och 1838. Landet håller på att byggas upp på nytt under kungarna Ludvig XVIII och Karl X av Frankrike, tills julirevolutionen 1830 åter gör situationen orolig.
Historien innehåller många element som ingår i vad moderna läsare förväntar sig av en äventyrsroman. Den oskyldigt dömde Edmond Dantès, som suttit fängslad i 14 år, förväxlas medvetet från dennes sida med en avliden fånge, och lyckas fly ur fängelset. Den avlidne avslöjade innan sin död platsen där en berömd försvunnen skatt skall finnas, nämligen på ön Montecristo, och när Dantès lyckats fly hittar han den, utnämner sig själv till greve av ön, och med hjälp av pengarna kan han ta ut sin fruktansvärda hämnd.

## Utgåvor och bearbetningar
På svenska gavs den först ut i förkortad form 1881, därefter i sin helhet i fyra band 1907. I nyöversättningen har den återigen kortats ned. Den består nu av två delar, varav den första heter "Fången" (också utgiven under titeln "Skatten"), och den andra "Hämnden". 
Boken har filmatiserats vid flera tillfällen, bland annat 1934, som miniserie 1998 och åter som långfilm 2002, vilken dock skiljer sig en del från boken.
Greven av Monte Christo har upprepade gånger sänts som radioteaterserie (från 1964 i regi av Per Edström) måndagar till fredagar och på lördagarna sändes alla avsnitt från veckan i en sammanhängande följd.

### Filmatiseringar i urval
- 1922 – Monte Cristo, amerikansk stumfilm i regi av Emmett J. Flynn, med John Gilbert i titelrollen.
- 1929 – Monte Cristo, fransk stumfilm i regi av Henri Fescourt, med Jean Angelo och Lil Dagover.
- 1934 – Greven av Monte Cristo, amerikansk film i regi av Rowland V. Lee, med Robert Donat i titelrollen.
- 1954 – Greven av Monte Cristo, fransk film med Jean Marais i titelrollen.
- 1998 – Greven av Monte Cristo, fransk-italiensk miniserie med Gérard Depardieu i titelrollen.
- 2002 – Greven av Monte Cristo, i regi av Kevin Reynolds med Jim Caviezel, Dagmara Domińczyk, Richard Harris och Guy Pearce.
- 2024 – Greven av Monte Cristo, engelskspråkig fransk-italiensk dramaserie med Sam Claflin, Jeremy Irons, Mikkel Boe Følsgaard, Ana Girardot m.fl.

## Påverkan
Boken har inspirerat många andra författare och låtskrivare. Jules Verne lät sig inspireras då han 1885 skrev äventyrsromanen Mathias Sandorf och Stephen Fry skrev sin roman Stjärnornas tennisbollar som en modern och brittisk version av klassikern. Björn Afzelius skrev en låt där han ur Dantès perspektiv begrundade den oförrätt han utsatts för; Edmond Dantès nittonåriga dröm från albumet Tusen bitar (1990).